# Hans Lewy
Hans Lewy (Wrocław, 20 de outubro de 1904 — Berkeley, 23 de agosto de 1988) foi um matemático estadunidense.